# Самоводене
Самово́дене (болг. Самоводене) — село у Великотирновській області Болгарії. Входить до складу общини Велико-Тирново.

## Населення
За даними перепису населення 2011 року у селі проживали 1705 осіб.
Національний склад населення села:
| Національність   | Кількість осіб | Відсоток |
| ---------------- | -------------- | -------- |
| болгари          | 1608           | 96,8%    |
| цигани           | 26             | 1,6%     |
| турки            | 22             | 1,3%     |
| інша             | 3              | 0,2%     |
| не визначились   | 3              | 0,2%     |
| Всього відповіли | 1662           |          |

Розподіл населення за віком у 2011 році:
Динаміка населення: